# طلال سلمان
طلال سلمان (1938 - 25 أغسطس 2023) هو صحافي لبناني مؤسس جريدة السفير اللبنانية اليومية. شكل منذ عقود مرجعية إعلامية في الشؤون العربية واللبنانية تحظى بالتقدير، والتأثير في الرأي العام.

## سيرة ذاتية
ولد طلال سلمان في بلدة شمسطار (غربي مدينة بعلبك في البقاع اللبناني) عام 1938. والده إبراهيم أسعد سلمان، ووالدته فهدة الأتات. تزوّج عام 1967 من عفاف محمود الأسعد، من بلدة الزرارية في جنوب لبنان، ولهما: هنادي (مديرة تحرير في جريدة «السفير») وربيعة (المشرفة العامة على أرشيف «السفير»)، وأحمد (المدير العام المساعد) وعلي (مهندس صوت).
في أحدث مؤلفاته «كتابة على جدار الصحافة» (دار الفارابي، 2012) وهو أقرب إلى الجزء الأول من سيرة حياة يصف طلال سلمان خطواته على الطريق إلى الصحافة بمقدار ما يصف حال الصحافة اللبنانية وتطوّر مسيرتها لتصير «صحافة العرب الحديثة». أما مسيرته فمسيرة شاقة، بدأت في نهاية الخمسينيات من القرن الماضي لـ «واحد من متخرجي بيروت عاصمة العروبة» كما يصف نفسه في سيرته، استهلها مصحّحاً في جريدة «النضال»، فمخبراً صحافياً في جريدة «ألشرق»، ثم محرراً فسكرتيراً للتحرير في مجلة «الحوادث»، فمديراً للتحرير في مجلة «الأحد». وفي خريف العام 1962 أصدر في الكويت مجلة «دنيا العروبة»، ليعود إلى بيروت ليعمل من جديد في «الصياد» و«الأحد» حتى تفرّغ لإصدار «السفير» في أواخر العام 1973، وهو عضو مجلس نقابة الصحافة اللبنانية منذ العام 1976. اشتهر أيضاً بحواراته العميقة مع غالبية الرؤساء والمسؤولين العرب.
يترقّب الرأي العام افتتاحياته اليومية بعنوان «على الطريق»، والتي تميّزت بالوضوح السياسي وصلابة الموقف. ويترقبّه بحماسة مماثلة في «نسمة»، الشخصية التي ابتدعها في «هوامش» يوم الجمعة، وهي شخصية ذات دفء وجداني حميم ترسم «بورتريهات» للمسرح السياسي والثقافي والأدبي، وتصوّر صدق المشاعر الإنسانية وشغفها بالحياة وحماستها لها ولأخلاقيات الذوق الرفيع.
تتميّز شخصيته كإعلامي بمزيج من رهافة الوجدان السياسي والصلابة في الموقف، ما عرّضه إلى ضغوط متزايدة بلغت أوجها في نجاته في 14 تموز 1984 من محاولة اغتيال أمام منزله فجراً تركت ندوباً في وجهه وصدره.
عضو مجلس نقابة الصحافة اللبنانية منذ عام 2002.

## الوظائف السابقة
- 1957 بدأ العمل الصحفي في مجلة الحوادث اللبنانية.
- 1959 وحتى 1962 عمل في مجلة الاحد اللبنانية.
- 1963 أسس مجلة دنيا العروبة في الكويت.
- 1963 وحتى 1965 عمل في مجلة الصياد اللبنانية.

## الجوائز
حاز جائزة الدبلوماسي والمستشرق الروسي فيكتور بوسوفاليوك الدولية المخصصة لأفضل نقل صحافي روسي وأجنبي للأحداث في الشرق الأوسط. وتسلم الجائزة في 2000/11/07. وفي سنة 2004 وفي الذكرى الثلاثين لإصدار «السفير» كرّمته المؤسسات الثقافية والنوادي في أنحاء لبنان كله، وتسلم منها الكثير من الدروع التقليدية، وألقى الكثير من عشرين محاضرة في مختلف المناطق اللبنانية.
اختاره منتدى دبي الإعلامي «شخصية العام الإعلامية» لسنة 2009، وتسلم الجائزة في احتفال رسمي في مدينة دبي حضره رسميون من دولة الإمارات وشخصيات سياسية وإعلامية من مختلف البلدان العربية. وقد بادرت الجمعيات والهيئات والمنتديات والمؤسسات اللبنانية المختلفة إلى تكريمه احتفاء بفوزه بهذه الجائزة. وكان أهمها في هذا السياق حفل تكريم نقابة الصحافة اللبنانية في 21 آب 2009 حيث ألقى خطاباً تحدث فيه بإسهاب عن حال الصحافة العربية وعن المشكلات التي تعترض دورها التنويري اليوم، وعن دور الصحافة اللبنانية خصوصاً في بث التنوير والثقافة والمقاومة.
وفي 23 نيسان 2011 منحته كلية الإعلام في الجامعة اللبنانية درجة الدكتوراه الفخرية تقديراً لدوره المتفرّد في الصحافة والإعلام والأدب الصحافي.

## مؤلفاته
- مع فتح والفدائيين (دار العودة 1969).
- ثرثرة فوق بحيرة ليمان (1984).
- إلى أميرة اسمها بيروت.
- حجر يثقب ليل الهزيمة (1992).
- الهزيمة ليست قدراً (1995).
- على الطريق.. عن الديمقراطية والعروبة والإسلام (2000).
- هوامش في الثقافة والأدب (2001).
- سقوط النظام العربي من فلسطين إلى العراق (2004).
- هوامش في الثقافة والأدب والحب (2009).
- لبنان العرب والعروبة (2009).
- كتابة على جدار الصحافة (2012).